# Quận St. Charles, Missouri
Quận St. Charles là một quận thuộc tiểu bang Missouri, Hoa Kỳ. Theo điều tra dân số năm 2000 của Cục điều tra dân số Hoa Kỳ, quận có dân số 283.883 người 2, dân số năm 2008 là 349.407 người, là quận đông thứ 4 tại tiểu bang Missouri . Quận lỵ đóng ở Saint Charles6. Quận này gồm ngoại ô phía bắc St. Louis cũng như các khu vực ngoại vi xa hơn. Quận được tổ chức năm 1812 và được đặt tên theo Charles Borromeo.

## Địa lý
Theo Cục điều tra dân số Hoa Kỳ, quận có tổng diện tích km2, trong đó có km2 là diện tích mặt nước.